# Oniový ion
Oniový ion je kation, který lze odvodit protonací jednojaderného hydridu, obvykle odvozeného od pniktogenu (15. skupina), chalkogenu (16. skupina) nebo halogenu (17. skupina). Prvním známým takovým iontem, po kterém jsou i pojmenovány ostatní, je amonný kation (NH +
4 ), vzniklý protonací amoniaku (NH3).
Označení onium se používá i pro kationty odvozené od těchto prvků jinými skupinami, jako jsou organické radikály nebo halogeny, příkladem je tetrafenylfosfonium ((C6H5)4P+). Substituent může být také dvojvazný či trojvazný, jako například u iminiového a nitriliového iontu.
Jednoduchý oniový ion má náboj +1. Větší ionty obsahující dvě oniové skupiny se nazývají dvojité oniové ionty a mají náboj +2. Podobně mají například trojité oniové ionty náboj +3.
Sloučeniny obsahující oniový kation s některým aniontem se nazývají oniové sloučeniny nebo oniové soli.
Oniové kationty jsou obrácenými strukturními analogy -átových aniontů a komplexů:
- Lewisovy zásady tvoří oniové ionty, pokud z centrálního atomu vychází jedna vazba navíc a stávají se kationty.
- Lewisovy kyseliny tvoří átové ionty když z centrálního atomu vychází jedna vazba navíc a stávají se anionty.

## Jednoduché oniové kationty

### Odvozené od prvků 14. skupiny
- karboniové ionty (protonované uhlovodíky), obsahují pětivazný atom uhlíku s nábojem +1
  - alkaniové ionty CnH +
2n+3  (protonované alkany)
    - methanium, CH +
5  (protonovaný methan)
    - ethanium, C2H +
7  (protonovaný ethan)
    - propanium, C3H +
9  (propan protonovaný na libovolném uhlíku)
      - propylium (propan-1-ylium) (propan protonovaný na koncovém uhlíku)
      - propan-2-ylium (propan protonovaný na prostředním uhlíku)

    - butanium, C4H +
11  (butan protonovaný na libovolném uhlíku)
      - n-butanium (n-butan protonovaný na libovolném uhlíku)
        - n-butylium (n-butan-1-ylium (n-butan protonovaný na koncovém uhlíku)
        - n-butan-2-ylium (n-butan protonovaný na vnitřním uhlíku)

      - isobutanium (isobutan protononovaný na libovolném uhlíku)
        - isobutylium (isobutan-1-ylium) (isobutan protonovaný na koncovém uhlíku)
        - isobutan-2-ylium (isobutan protonovaný na vnitřním uhlíku)

    - oktonium (oktanium) (C8H +
19 ) (protonovaný oktan)

  - alkeniové kationty, CnH +
2n+1  (n > 1) (protonované alkeny)
    - ethenium, C2H +
5  (protonovaný ethen)

  - alkyniové kationty, CnH +
2n-1  (n > 1) (protonované alkyny)
    - ethynium, C2H +
3  (protonovaný ethyn)
- silanium (také nazývané silonium), SiH +
5  (protonovaný silan)
- germonium, GeH +
5 } (protonovaný german)
- stannonium, SnH +
3 } (protonovaný SnH2; nikoliv protonovaný stannan SnH4
- plumbonium, PbH +
3 } (protonovaný PbH2)

### Odvozené od pniktogenů (prvků 15. skupiny)
- amonium, NH +
4  (protonovaný amoniak)
- fosfonium, PH +
4  (protonovaný fosfan)
- arsonium, AsH +
4  (protonovaný arsan)
- stibonium, SbH +
4  (protonovaný stiban)
- bismuthonium, BiH +
4  (protonovaný bismutan)

### Odvozené od chalkogenů (prvků 16. skupiny)
- oxonium, H3O+ (protonovaná voda)
- sulfonium, H3S+ (protonovaný sulfan)
- selenonium, H3Se+ (protonovaný selan)
- telluronium, H3Te+ (protonovaný tellan)

### Odvozené od halogenů (prvků 17. skupiny)
- fluoronium, H2F+ (protonovaný fluorovodík)
- chloronium, H2Cl+ (protonovaný chlorovodík)
- bromonium, H2Br+ (protonovaný bromovodík)
- jodonium, H2F+ (protonovaný jodovodík)

### Odvozené od vzácných plynů (prvků 18. skupiny)
- helonium (také nazývané hydrohelium) (HeH+) - protonované helium, předpokládá se výskyt v mezihvězdném prostoru, dosud však nebylo nalezeno
- neonium (NeH+) (protonovaný neon)
- argonium (ArH+) (protonovaný argon)
- kryptonium (KrH+) (protonovaný krypton)
- xenonium (XeH+) (protonovaný xenon)

### Hydrogenoniový kation
- hydrogenonium (H +
3 ) (protonovaná molekula vodíku)

### Ostatní jednovazebné oniové ionty
- primární amoniové kationty (RH3N+ nebo RNH +
3 ) (protonované primární aminy)
  - hydroxylamonium (NH3OH+) (protonovaný hydroxylamin)
  - methylamonium (CH3NH +
3 ) (protonovaný methylamin)
  - ethylamonium (C2H5NH +
3 ) (protonovaný ethylamin)
  - hydrazinium (NH2NH +
3 ) (protonovaný hydrazin)
- sekundární amoniové kationty (R2NH +
2 ) (protonované sekundární aminy)
  - dimethylamonium ((CH3)2NH +
2 ) (protonovaný dimethylamin)
  - diethylamonium ((C2H5)2NH +
2 ) (protonovaný diethylamin)
  - ethylmethylamonium (C2H5CH3NH +
2 ) (protonovaný ethylmethylamin)
  - diethanolamonium (také se používá název diethanolaminium) - (C2H4OH)2NH +
2  (protonovaný diethanolamin)
- terciární amoniové kationty (R3NH+, protonované terciární aminy)
  - trimethylamonium ((CH3)3NH+, protonovaný trimethylamin)
  - triethylamonium ((C2H5)3NH+, protonovaný triethylamin)
- kvartérní amoniové kationty (R4N+ nebo NR +
4 )
  - tetramethylamonium ((CH3)4N+)
  - tetraethylamonium ((C2H5)4N+)
  - tetrapropylamonium ((C3H8)4N+))
  - tetrabutylamonium ((C4H10)4N+), zkráceně Bu44N+)
  - didecyldimethylamonium ((C10H21)2(CH3)2N+)
  - pentamethylhydrazinium (N(CH3)2N(CH3) +
3 )
- kvartérní fosfoniové kationty (R4P+ nebo PR +
4 )
  - tetrafenylfosfonium (C6H5)4P+
- sekundární sulfoniové kationty (R2SH+) (protonované sulfidy)
  - dimethylsulfonium ((CH3)2SH+, (protonovaný dimethylsulfid)
- terciární sulfoniové kationty (R3S+)
  - trimethylsulfonium ((CH3)3S+)

## Oniové kationty s vícevazebnými substituenty
- sekundární amoniové kationty s jedním dvouvazným substituentem, R=NH2+
  - diazenium, HN=NH2+ (protonovaný diazen)
  - guanidinium, (H2N)2C=NH2+ (protonovaný guanidin) (má rezonanční strukturu)
- kvartérní amoniové kationty s jedním dvouvazným substituentem, R=NR2+
  - iminium, R2C=NR2+ (substituovaný protonovaný imin)
  - diazenium, RN=NR2+ (substituovaný protonovaný diazen)
- kvartérní amoniové kationty s dvěma dvouvaznými substituenty, R=N=R+
  - nitronium, NO +
2 
  - bis(trifenylfosfin)iminium, ((C6H5)3P)2N+
- terciární amoniové kationty s jedním trojvazným substituentem, R≡NH+
  - nitrilium, RC≡NH+ (protonovaný nitril)
  - diazonium, N≡NH+ (protonovaný dusík)
- terciární amoniové kationty s dvěma substituenty s částečnou dvojnou vazbou, RNH+R
  - pyridinium, C5H5NH+ (protonovaný pyridin)
- kvartérní amoniové kationty s jedním trojvazným a jedním jednovazným substituentem, R≡NR+
  - diazonium, N≡NR+ (substituovaný protonovaný dusík)
  - nitrilium, RC≡NR+ (substituovaný protonovaný nitril)
- terciární oxoniové kationty s trojvazným substituentem, R≡O+
  - nitrosonium, N≡O+
- terciární oxoniové kationty s dvěma substituenty s částečnou dvojnou vazbou, RO+R
  - pyrylium, C5H5O+
- terciární sulfoniové kationty s trojvazným substituentem, R≡S+
  - thionitrosyl, N≡S+

## Oniové dikationty
- hydrazindiium, +H3NNH +
3  (dvakrát protonovaný hydrazin)
- diazendiium, +H2N=NH +
2  (dvakrát protonovaný diazen)
- diazyndiium, +HN≡NH+ (doubly protonated [di]dusík)